# Стартапи у Вірменії
Старптапи у Вірменії — сукупність стартапів Вірменії, що сформовані у IT-кластер та перебувають у центрі уваги як місцевих урядовців, так і міжнародних інвесторів.
Протягом останніх років сфера ІКТ складала близько 3-4 % від ВВП Вірменії та щорічно динамічно зростала на рівні з національною економікою (5-8 %). Основу місцевої ІТ-індустрії складають компанії, що працюють на аутсорсинг для міжнародних (переважно) західних замовників. В таких умовах як урядом, так і місцевим середовищем робиться ставка на стартапи як нові, продуктові підприємства, які повинні пропонувати на ринок не послуги по розробці фрагментів, а вже готовий продукт. В свою чергу, це повинно збільшити прибутковість національної ІТ-індустрії як такої та створити привабливі робочі місця, що допомагали би боротися з масовою еміграцією з країни.

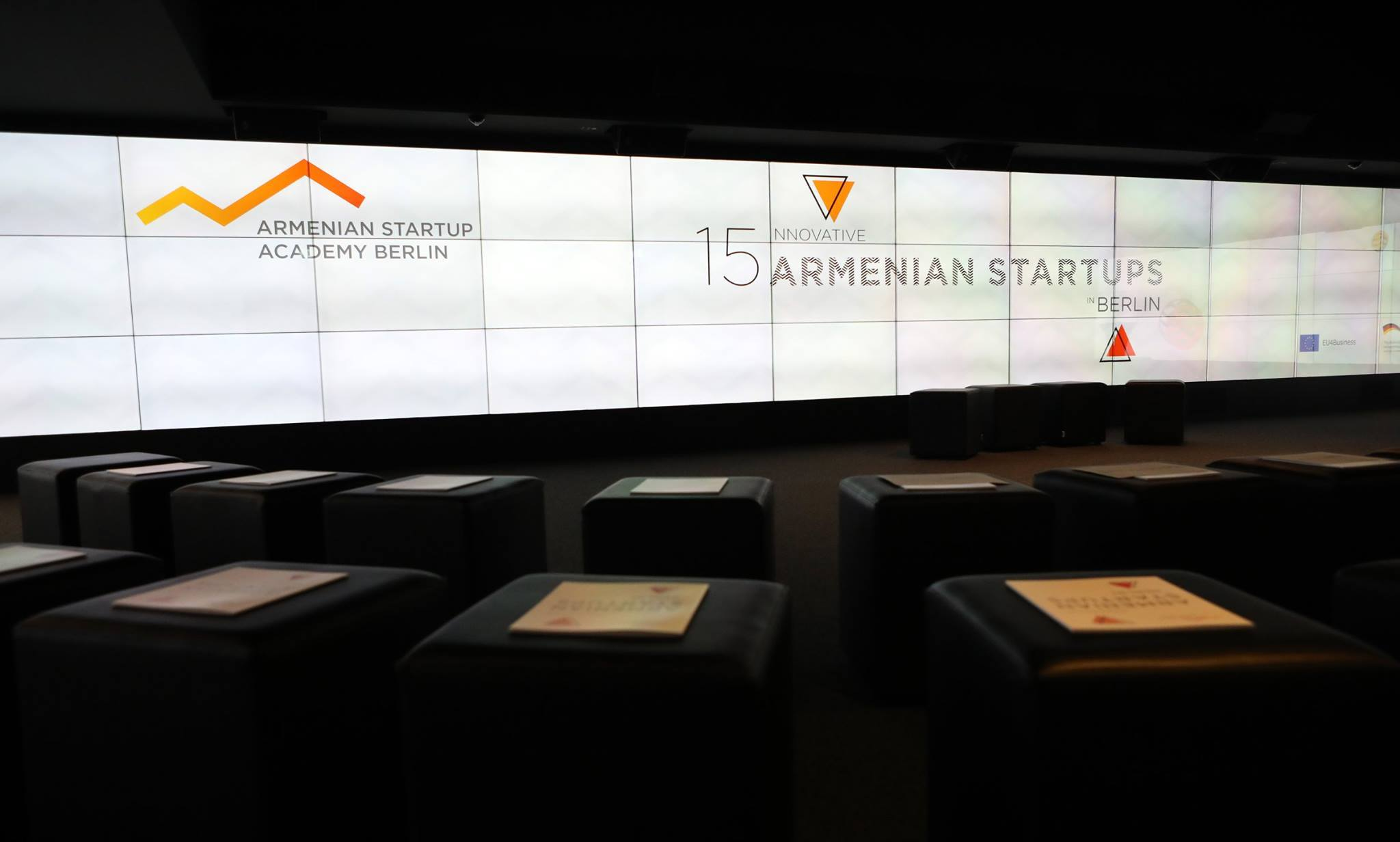
Ніч вірменських стартапів (Берлін, 2017)

Особливо ця стратегія посилилася після масових протестів 2018 року, в результаті яких до влади в країні прийшов новий уряд на чолі з прем'єр-міністром Ніколом Пашиняном. Так 2019 року була створено Міністерство високотехнологічної промисловості, яке повинно вживати заходів щодо стимулювання галузі (в основному через зниження податків для інвесторів та програми співпраці).
Втім ще раніше як у місцевому середовищі ІТ, так і серед закордонних інвесторів почалися точитися розмови про формування у Вірменії «екосистеми стартапів». Хоча прибічники цієї тези і визнають нестачу у Вірменії приватних інвесторів як от ризикового капіталу або бізнес-ангелів, вони підкреслюють чималу (як для невеликої гірської країни) кількість місцевих представництв західних ІТ-компаній та ряд грантових програм з боку США (STEP) та ЄС (SMEDA), що націлені на розвиток вірменських стартапів.

### Деякі вірменські старапи
- PicsArt — додаток для створення і редагування колажів та зображень з елементами соціальної мережі.[11]
- 2Hz — платформа для аудіо та мовних маніпуляцій в реальному часі.
- D'efekt — додаток для креативного спотворення фото та відео.